# Джексон Нійомугабо
Джексон Нійомугабо (18 квітня 1988) — руандійський плавець.
Учасник Олімпійських Ігор 2008, 2012 років.